# أبو بصل (قرية)
قرية أبو بصل هي إحدى القرى التابعة لمركز الستاموني في محافظة الدقهلية في جمهورية مصر العربية. حسب إحصاءات سنة 2006، بلغ إجمالي السكان في أبو بصل 1745 نسمة، منهم 909 رجل و836 امرأة.